# 1965年の読売ジャイアンツ
1965年の読売ジャイアンツでは、1965年の読売ジャイアンツの動向をまとめる。
この年の読売ジャイアンツは、川上哲治監督の5年目のシーズンであり、V9の1年目のシーズンである。

## 概要
球団創設30周年の1964年を優勝で飾れなかったチームはオフに金田正一や関根潤三など他球団の主力や、土井正三・末次利光などのちのV9戦士が加入してシーズンが開幕。また川上監督も背番号を77に変更するなど、心機一転をはかった（「サンセット77」由来説もある）。2年ぶりのリーグ制覇が期待されたが、国鉄から移籍の金田が左ひじ痛で離脱し、近鉄から移籍の関根は年齢もあってスタメンから外れ、代打での起用が中心となるなどベテラン組が苦戦。この年から柴田勲が1番を打ち、それまで二塁のレギュラーだった須藤豊に代わって5月から土井がスタメンに入るとチームは首位に立ち、阪神・中日・大洋といったライバルを突き放し、10月14日に中日が負けたため2年ぶりのリーグ優勝を果たし祝勝会場で川上監督が胴上げされた。打線の活躍に隠れがちの投手陣は金田がケガの影響もあって20勝が途切れたが、城之内邦雄や中村稔などが金田をカバーし、リリーフ転向の宮田征典も抑えながら20勝をあげる活躍でチーム防御率2.54はリーグ2位。打撃陣でも柴田やルーキー土井、長嶋茂雄や王貞治が活躍して他球団を圧倒し、チーム本塁打106本はリーグ2位、チーム打率も.246とリーグ2位に滑り込んだ。日本シリーズは4勝1敗で南海を破って、2年ぶりに日本一奪回も果たした。シーズン終了後、初の優勝を経験した関根がこの年限りで引退し16年間の現役生活に終止符を打った。

## チーム成績

### レギュラーシーズン
| 1 | 左 | 柴田勲   |
| 2 | 右 | 国松彰   |
| 3 | 一 | 王貞治   |
| 4 | 三 | 長嶋茂雄 |
| 5 | 中 | 吉田勝豊 |
| 6 | 捕 | 森昌彦   |
| 7 | 二 | 須藤豊   |
| 8 | 遊 | 広岡達朗 |
| 9 | 投 | 金田正一 |

| 順位 | 4月終了時 | 4月終了時 | 5月終了時 | 5月終了時 | 6月終了時 | 6月終了時 | 7月終了時 | 7月終了時 | 8月終了時 | 8月終了時 | 9月終了時 | 9月終了時 | 最終成績 | 最終成績 |
| ---- | --------- | --------- | --------- | --------- | --------- | --------- | --------- | --------- | --------- | --------- | --------- | --------- | -------- | -------- |
| 1位  | 大洋      | --        | 大洋      | --        | 巨人      | --        | 巨人      | --        | 巨人      | --        | 巨人      | --        | 巨人     | --       |
| 2位  | 広島      | 0.5       | 巨人      | 0.5       | 阪神      | 4.0       | 阪神      | 2.5       | 阪神      | 5.5       | 中日      | 7.5       | 中日     | 13.0     |
| 3位  | 阪神      | 1.0       | 阪神      | 2.0       | 大洋      | 4.5       | 大洋      | 5.0       | 中日      | 6.5       | 阪神      | 10.5      | 阪神     | 19.5     |
| 4位  | 巨人      | 1.0       | 中日      | 4.0       | 中日      | 6.0       | 中日      | 9.0       | 大洋      | 10.0      | 大洋      | 17.5      | 大洋     | 23.0     |
| 5位  | 中日      | 5.0       | 広島      | 5.0       | 広島      | 11.0      | 広島      | 10.5      | 広島      | 16.5      | 広島      | 25.0      | 広島     | 31.0     |
| 6位  | サンケイ  | 7.5       | サンケイ  | 9.5       | サンケイ  | 11.5      | サンケイ  | 24.0      | サンケイ  | 30.5      | サンケイ  | 38.5      | サンケイ | 45.5     |

| 順位 | 球団               | 勝 | 敗 | 分 | 勝率 | 差   |
| 1位  | 読売ジャイアンツ   | 91 | 47 | 2  | .659 | 優勝 |
| 2位  | 中日ドラゴンズ     | 77 | 59 | 4  | .566 | 13.0 |
| 3位  | 阪神タイガース     | 71 | 66 | 3  | .518 | 19.5 |
| 4位  | 大洋ホエールズ     | 68 | 70 | 2  | .493 | 23.0 |
| 5位  | 広島カープ         | 59 | 77 | 4  | .434 | 31.0 |
| 6位  | サンケイスワローズ | 44 | 91 | 5  | .326 | 45.5 |

### 日本シリーズ
| 日付                                   | 試合   | ビジター球団（先攻） | スコア   | ホーム球団（後攻） | 開催球場   |
| -------------------------------------- | ------ | -------------------- | -------- | ------------------ | ---------- |
| 10月30日（土）                         | 第1戦  | 読売ジャイアンツ     | 4 - 2    | 南海ホークス       | 大阪球場   |
| 10月31日（日）                         | 第2戦  | 読売ジャイアンツ     | 6 - 4    | 南海ホークス       | 大阪球場   |
| 11月1日（月）                          | 移動日 | 移動日               | 移動日   | 移動日             | 移動日     |
| 11月2日（火）                          | 第3戦  | 雨天中止             | 雨天中止 | 雨天中止           | 後楽園球場 |
| 11月3日（水）                          | 第3戦  | 南海ホークス         | 3 - 9    | 読売ジャイアンツ   | 後楽園球場 |
| 11月4日（木）                          | 第4戦  | 南海ホークス         | 4 - 2    | 読売ジャイアンツ   | 後楽園球場 |
| 11月5日（金）                          | 第5戦  | 南海ホークス         | 2 - 3    | 読売ジャイアンツ   | 後楽園球場 |
| 優勝：読売ジャイアンツ（2年ぶり7回目） |        |                      |          |                    |            |

## オールスターゲーム1965
- 選出選手及びスタッフ

| ポジション | 名前     | 選出回数 |
| ---------- | -------- | -------- |
| コーチ     | 川上哲治 |          |
| 投手       | 宮田征典 | 初       |
| 投手       | 金田正一 | 15       |
| 投手       | 中村稔   | 2        |
| 捕手       | 森昌彦   | 6        |
| 一塁手     | 王貞治   | 6        |
| 三塁手     | 長嶋茂雄 | 8        |
| 遊撃手     | 広岡達朗 | 8        |
| 外野手     | 吉田勝豊 | 3        |
| 外野手     | 柴田勲▲  | 3        |

- 太字はファン投票による選出、取消線は出場辞退、▲は出場辞退選手発生による補充。

## できごと
- 1月18日
- 監督・川上哲治の背番号がこれまでの「16」から「77」へ変更されることが発表される。背番号「16」は球団では3例目となる永久欠番となった。
- 球団初代マスコットキャラクター・「ミスタージャイアンツ」が発表される。

## 表彰選手
- 最優秀選手：王貞治（2年連続2度目）
- 本塁打王：王貞治（42本、4年連続4度目）
- 打点王：王貞治（104打点、2年連続3度目）
- 最優秀防御率：金田正一（1.84、7年ぶり3度目）
- ベストナイン：

森昌彦（捕手、5年連続5度目）
王貞治（一塁手、4年連続4度目）
長嶋茂雄（三塁手、8年連続8度目）

## ドラフト
| 順位 | 選手名     | 守備位置 | 所属         | 結果                     |
| ---- | ---------- | -------- | ------------ | ------------------------ |
| 1位  | 堀内恒夫   | 投手     | 甲府商業高   | 入団                     |
| 2位  | 林千代作   | 外野手   | 鎌倉学園高   | 入団                     |
| 3位  | 江藤省三   | 内野手   | 慶應義塾大学 | 入団                     |
| 4位  | 広瀬邦敏   | 外野手   | 大竹高       | 拒否・芝浦工業大学進学   |
| 5位  | 才所俊郎   | 外野手   | 河合楽器     | 入団                     |
| 6位  | 宇佐美敏晴 | 投手     | 西条高       | 入団                     |
| 7位  | 西山敏明   | 外野手   | 津山商業高   | 拒否・駒澤大学進学       |
| 8位  | 深津修司   | 内野手   | 中京商業高   | 拒否・北海道拓殖銀行入行 |